# Songgyungwan
La academia Sŏnggyun'gwan (en hangul, 성균관; en hanja, 成均館) fue la institución de formación más prestigiosa de Corea durante las dinastías Koryo y Joseon. Situado en la ciudad de Kaesong, Corea del Norte, el complejo era una «academia nacional» (국학, 國學, kukhak) que estaba formada, como aún hoy, por veinte edificios. Abierta al público en el año 992, la academia tiene sus raíces en el siglo iv d. C., en época del reino de Goguryeo.
Según una fuente coreana, esta academia es la universidad más antigua del mundo, y se la compara con la Universidad de Parma, fundada en 1064.Sin embargo, los edificios del Songgyungwan fueron destruidos por un incendio y reconstruidos en 1602, por lo que los originales no han llegado hasta nuestros días.
En 1398, durante el reino de Joseon, se construyó en Seúl un centro de formación del mismo nombre, predecesor de la actual Universidad Sungkyunkwan. La arquitectura y el diseño de los edificios de esta nueva academia se desarrollaron y diseñaron siguiendo el modelo del Songgyungwan de Kaesong.

## Historia

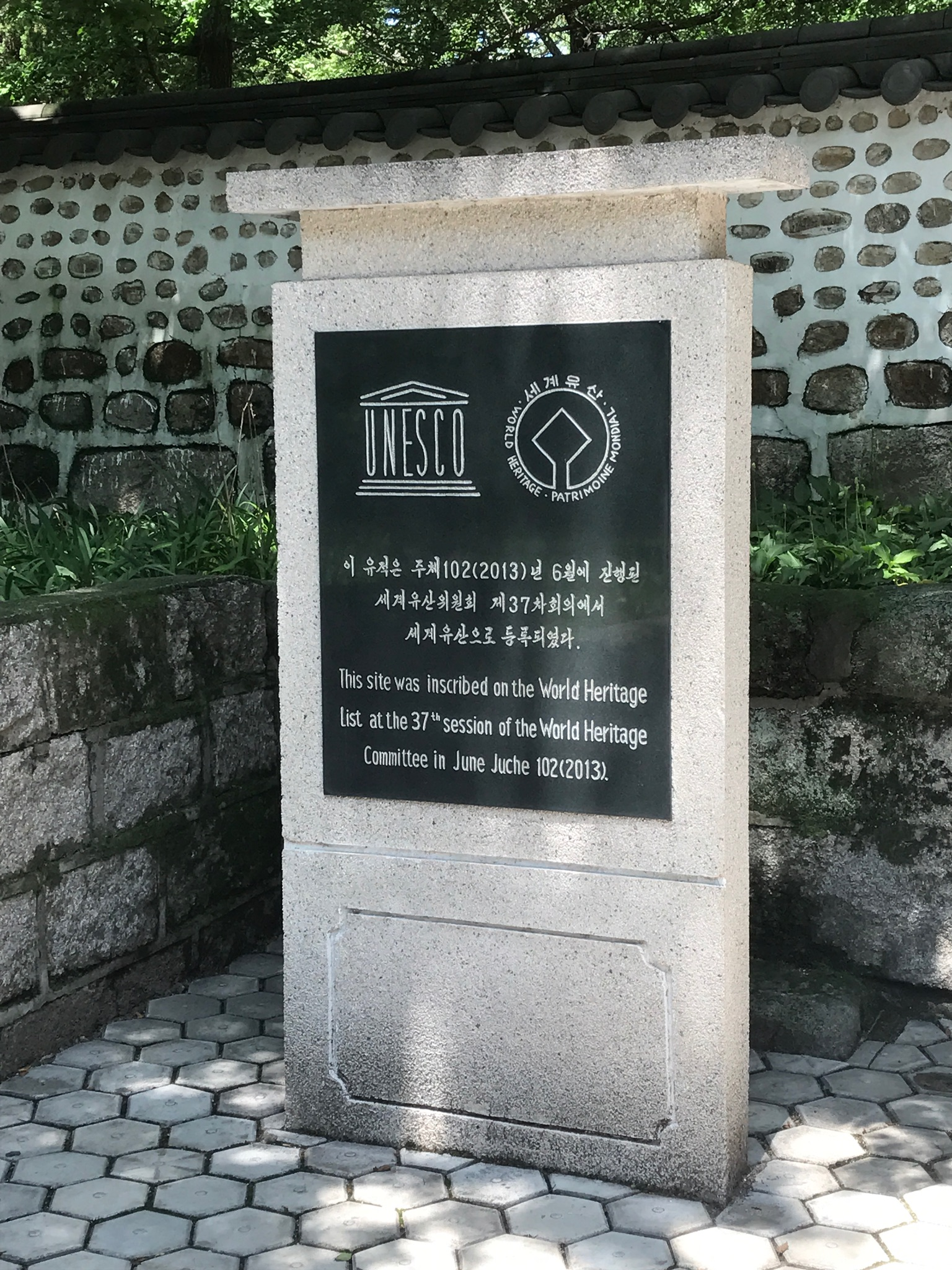
El logotipo de la UNESCO y la marca del Patrimonio Mundial en la entrada del complejo Sŏnggyun'gwan

Durante los reinados de Koryo (935-1392) y Joseon (1392-1910), el Songgyungwan fue la universidad nacional de Corea, el lugar donde se formó un gran número de funcionarios gubernamentales. El hecho de que fuera un instituto neoconfuciano simbolizaba una transición gradual de los valores del budismo a los del neoconfucianismo, que solo se desarrollaría en su totalidad al final del reinado de Koryo. Las disciplinas que se enseñaban en esta academia eran los clásicos confucianos, la literatura china,  caligrafía y matemáticas.
En el siglo x, en el momento de su fundación, el Songgyungwan era conocido como Kukchagam (국자감, 國子監). Inicialmente ubicada en la zona sur de la ciudad de Kaesong, que en esa época era conocida con el nombre de Kaegyong (개경, 開京), en el año 1087 la academia se trasladó al noreste, donde todavía se encuentra hoy en día. En el siglo xii alcanzó su tamaño actual. El nombre Songgyungwan apareció por primera vez en 1362.
Después de que la dinastía Joseon tomó el poder en 1392, la capital se trasladó a Seúl, entonces conocida como Hansŏng (한성, 漢城), donde se construyó una nueva academia nacional, también llamada Songgyungwan, en el año 1398. El complejo de edificios de Kaesong perdió paulatinamente su prestigio académico, hasta que fue restaurado por el gobierno de la República Popular Democrática de Corea con la construcción de la Universidad Koryo Songgyungwan en 1992, exactamente al cumplirse el primer milenio de su fundación.

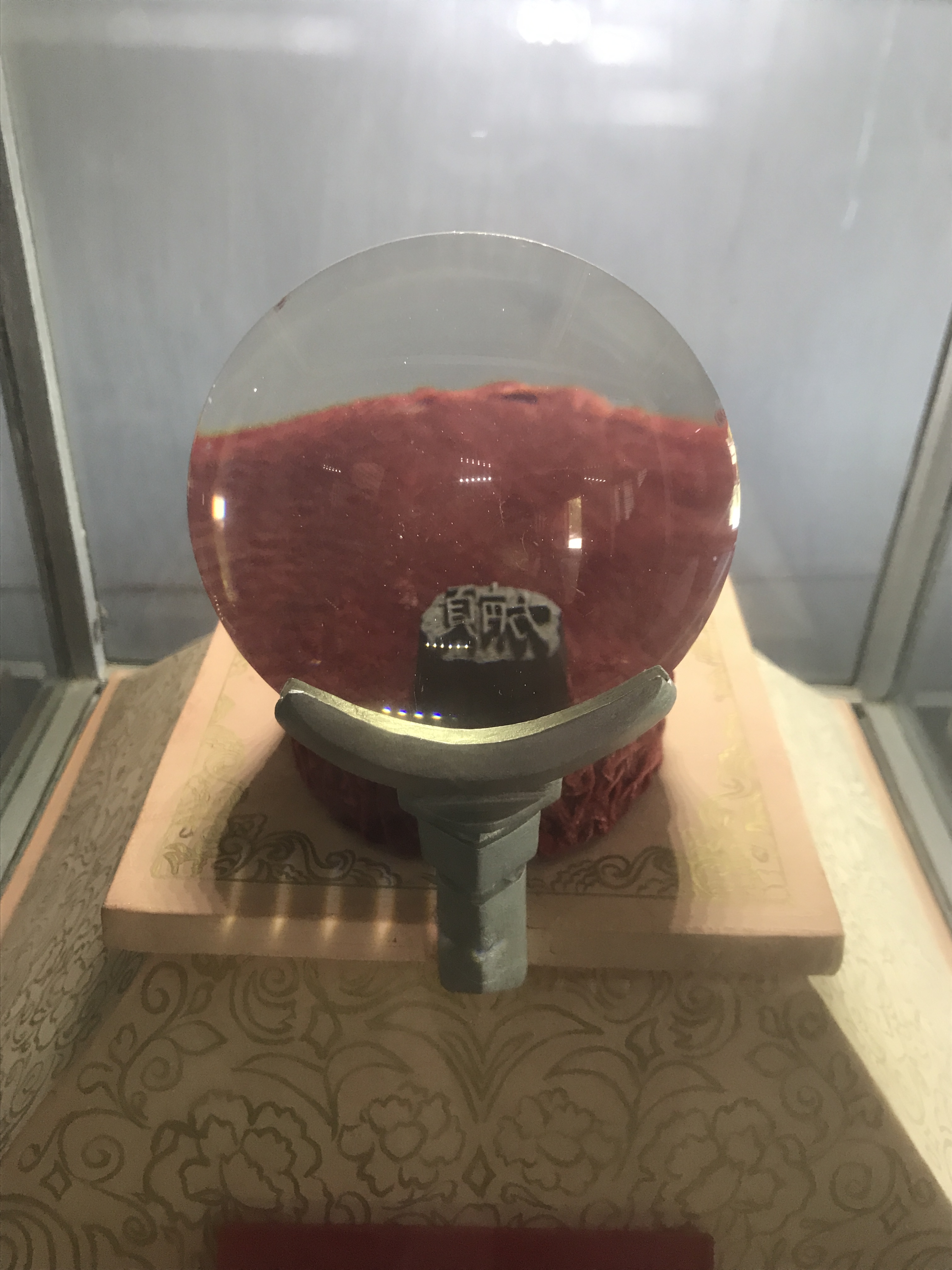
El tipo de letra metálico más antiguo expuesto en el museo Koryŏ, encontrado cerca de la ciudad de Kaesong

A la entrada de la academia Songgyungwan hay una inscripción lapidaria que da cuenta de la fecha en que recibió el título de patrimonio de la Humanidad. El tesoro nacional norcoreano de Kaesong, debido a su inestimable valor cultural e histórico, fue añadido a los sitios protegidos por la UNESCO tras la 37.ª conferencia general que tuvo lugar en Phnom Penh y Siem Reap, en el Reino de Camboya. La fecha indicada es el 102 del Juche (es decir, 2013); el calendario Juche, basado en la fecha de nacimiento de Kim Il-sung, se utiliza en Corea del Norte en contextos oficiales y a menudo se combina con el sistema de datación gregoriano colocado entre paréntesis.

## El complejo

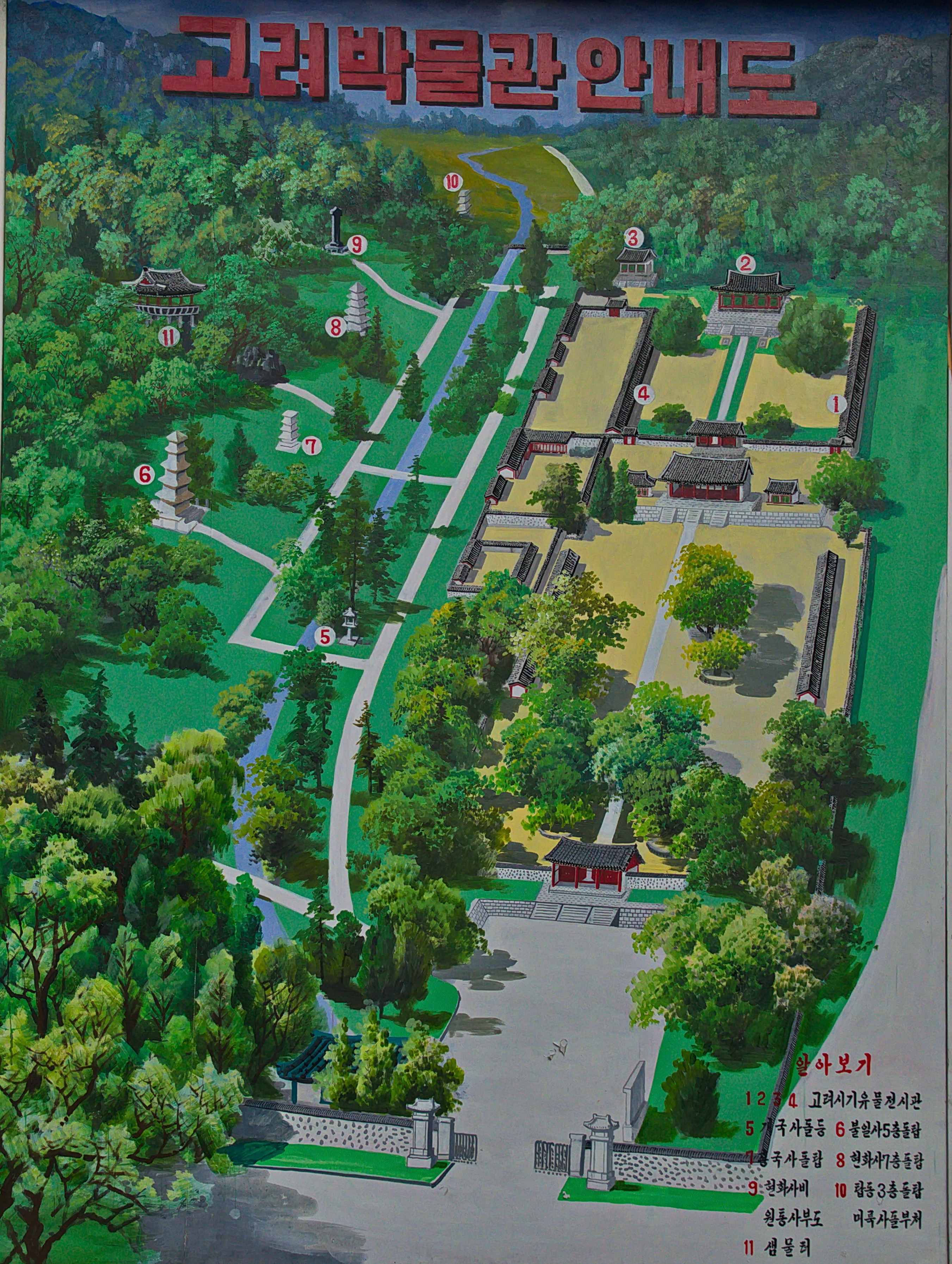
Plano del complejo

El territorio que ocupa el instituto no es muy grande: con sus 11 200 m² y sus veinte edificios, podía albergar a unos 260 estudiantes. Todo el conjunto está rodeado por una muralla y se divide en tres partes, separadas también entre sí por un sistema de muros. Cada subdivisión tenía una función diferente: había un espacio reservado para dormitorios de estudiantes y aulas donde se impartían las lecciones, un complejo de templos dedicados a momentos de oración y, finalmente, un área ubicada en la parte occidental del instituto donde se guardaban objetos como, por ejemplo, estatuas, estupas y pequeñas pagodas de piedra.
Cuatro de los edificios del complejo —los de Taesŏngjŏn (대성전, 大成殿), Tongmu (동무, 東廡), Sŏmu (서무, 西廡), y Kyesŏngsa (대성전, 享祀儀)— se destinaron en 1988 a sede del museo Koryo. En él se conservan alrededor de 10 000 objetos y reliquias históricas, de los cuales solo unos 1000 están expuestos al público. Uno de los objetos expuestos es una tipografía metálica que, según la retórica norcoreana, es la más antigua de su tipo. Creada en 1234, durante la dinastía Koryo, la impresión mediante tipos móviles metálicos se utilizó de hecho por algún tiempo; sin embargo, a diferencia del invento de Gutenberg dos siglos después, no hubo una «revolución de la imprenta» en suelo coreano.
Según Elisabeth Chabanol, profesora de la Escuela Francesa del Lejano Oriente, estos cuatro edificios del instituto Songgyungwan no son idóneos para fines museísticos por dos motivos: en primer lugar, al ser antiguas construcciones de la dinastía Joseon, no son capaces de proporcionar una calidad de conservación adecuada para las innumerables piezas que allí se guardan; en segundo lugar, el flujo continuo de visitantes pone en riesgo de daño a las propias estructuras.

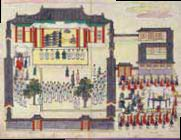
Escena de una pintura de cinco paneles que muestra al príncipe heredero coreano comenzando sus estudios en la academia Songgyungwan.

## La universidad actual
Siguiendo los pasos de la Universidad Sungkyunkwan de Corea del Sur, Corea del Norte, bajo el liderazgo de Kim Il-sung, creó una universidad cerca de la antigua academia, declarándola la verdadera heredera de la institución confuciana. El nombre de la nueva universidad, fundada en 1992, es Koryo Songgyungwan (고려성균관, 高麗成均館). Los estudios se centran en las industrias ligeras, y por esta razón el centro a menudo se menciona con el nombre de «Universidad de Industria Ligera» (개성경공업단과대학, 開城輕工業單科大學, kaesŏng gyŏnggongŏptan'gwa daehak).
El campus, que ocupa una superficie de 10 000 m², está equipado con modernas instalaciones que, además de dormitorios, laboratorios y salas utilizadas para el aprendizaje práctico de habilidades técnicas, también incluyen gimnasios y piscinas. Las facultades más importantes de la Universidad Koryo Songgyungwan son las que se centran en el procesamiento, la cerámica, los productos textiles y la artesanía del ginseng coreano.